# Risus
Risus: Das „alles geht“ Rollenspiel (Originaltitel Risus: The Anything RPG) ist ein regelarmes generisches Pen-&-Paper-Rollenspielsystem. Es wurde von S. John Ross geschrieben und illustriert und kann derzeit auf den Webseiten seines Kleinverlages Cumberland Games umsonst heruntergeladen werden. Das Spiel steht seit 1993 online zur Verfügung, ältere Versionen, die den Titel GUCS: The Generic Universal Comedy System – eine Parodie auf GURPS (Generic Universal Role-Playing System) – trugen, wurden privat seit 1989 verteilt. „Risus“ ist das lateinische Wort für „Gelächter“. Ein anderes bekanntes Rollenspiel von Ross ist das selbstironische Science-Fiction-Rollenspiel Encounter Critical.

## Regeln
Risus ist nicht als ein System für „ernstes“ Rollenspiel gedacht, sondern als kleines Spiel für schnelle Runden zwischendurch. Das schlägt sich in den Regeln in drei Punkten nieder. Erstens umfasst Risus schon inklusive einiger optionaler Regeln je nach Ausgabe nur sechs bis zehn Seiten.
Zweitens werden die Charaktere spieltechnisch ausschließlich von ihren Klischees definiert, die die Spieler frei wählen dürfen, und auf die eine Anzahl Würfel verteilt wird. Der Beispielcharakter Grolfnar Vainsson hat die Klischees Wikinger (4 Würfel), Spieler (3), Frauenheld (2) und Dichter (1). Versucht ein Charakter eine Handlung auszuführen, ist eine Würfelprobe auf ein zu ihr passendes Klischee nötig. Um ein Drachenboot zu steuern, würde Grolfnars Spieler das Klischee „Wikinger“ benutzen, und „Spieler“, um seine Barschaft bei einer Partie Knobeln zu vergrößern.
Die humoristische Seite von Risus zeigt sich, drittens, vor allem an der Möglichkeit, auch unpassende Klischees zu verwenden, sofern die Spielerin oder der Spieler die Aktion hinreichend interessant beschreiben kann. In einem Sängerwettstreit könnte Grolfnar, als „Dichter“ mit einem Würfel stark gehandicapt, zum Beispiel seine „Wikinger“-Stärke (mit vier Würfeln) einsetzen, um die Konkurrenz durch reinen Schalldruck wegzublasen wie in einem Zeichentrickfilm. Die Entscheidung, ob ein unpassendes Klischee angewendet werden darf, liegt wie immer bei der Spielleiterin oder dem Spielleiter.
Die Idee für die Klischees geht auf die Spiele DC Heroes mit seinen breit gefassten Fertigkeiten und Over the Edge zurück, dessen „Charakterzüge“ (traits) sich nur dem Namen nach von Risus-Klischees unterscheiden. Das Würfelsystem ist vom Ghostbusters-Rollenspiel und Tunnels and Trolls beeinflusst, zu Deutsch: Schwerter und Dämonen. Schließlich ist die generische Natur von Risus eine Anspielung auf GURPS.

## Spielwelt
Als generisches Spiel hat Risus keine „eingebaute“ Spielwelt, sondern gibt seinen Spielleitern die Freiheit, sich selbst eine auszudenken – oder sie verweisen einfach mit knappen Worten auf einen Roman oder Film, vor dessen Hintergrund das Spiel angesiedelt sein soll. Das funktioniert, weil die Regeln flexibel sind und sich an jedes Genre anpassen. Natürlich bedingen die wenigen und frei wählbaren Klischees, dass Risus-Charaktere viel grobkörniger dargestellt werden als bei „großen“ Rollenspielen wie etwa Das Schwarze Auge, die auf eine spezielle Spielwelt zugeschnitten sind, und bei denen sich ein Charakter mit einer Vielzahl von Statistika fein anpassen lässt. Es ist allerdings anzumerken, dass in Risus-Runden wegen des humoristischen Zuges selten Wert auf eine realistische Darstellung der Spielwelt gelegt wird. Das bedeutet aber nicht, dass Risus nicht auch als System für ein ernsthaftes Abenteuer verwendet werden kann, etwa indem die Regel für „unpassende Klischees“ gestrichen wird.

## Die Risus-Gemeinde
Trotz seines im Vergleich zu anderen Rollenspielen geringen Umfangs und seiner unernsten Natur ist Risus ein erfolgreiches Rollenspielsystem, zu dem es mehr als 30 Webseiten von Fans gibt, die Regelvarianten, Beschreibungen von Spielwelten und Adaptionen des Spiels anbieten. Risus selbst wurde in mehrere Sprachen übersetzt, darunter auch Deutsch. Im Dezember 2003 begann Cumberland Games damit, dem frei erhältlichen Spielsystem kommerzielle Produkte zur Seite zu stellen, zunächst den Risus Companion, ein PDF-Dokument, das allen Mitgliedern des kostenpflichtigen Risus-Fanclubs International Order of Risus zur Verfügung steht.